# Aeroporto de Al Ghaydah
O Aeroporto de Al Ghaydah - Aeroporto Internacional de Al Ghaidah (IATA: AAY, ICAO: OYGD) é um aeroporto próximo à cidade de Al Ghaydah, no Iêmen.

## Linhas aéreas e conexões
- Yemenia Linhas Aéreas Iemenitas - (Riyan Mukalla, Sana)